# Décès en 1148
Décès
- 1144
- 1145
- 1146
- 1147
- 1148
- 1149
- 1150
- 1151
- 1152

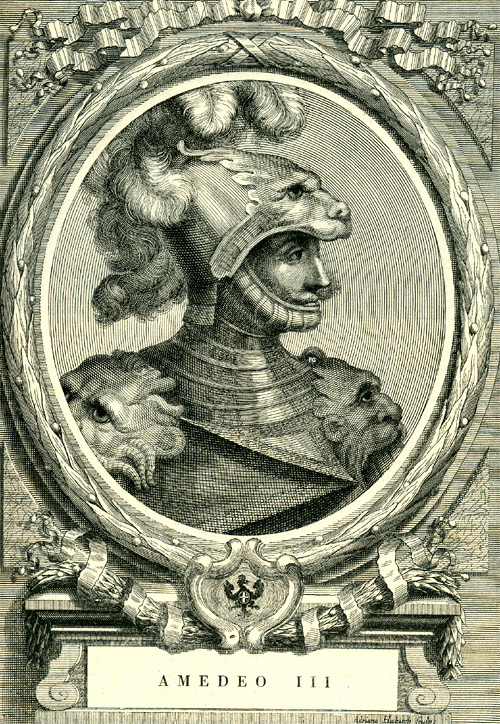
Portrait d'Amédée III de Savoie, mort à Chypre, lors de la deuxième croisage, en 1148.

Cette page dresse une liste de personnalités mortes au cours de l'année 1148 :
- 11 janvier : Anselme de San Saba, abbé de San Saba à Rome,  légat apostolique en Angleterre, abbé de Bury St Edmunds puis évêque élu de Londres.
- 19 janvier : Guillaume III de Warenne, 3e comte de Surrey.
- 2 ou 12 mai : Roger III d'Apulie, prince normand du royaume de Sicile, duc d'Apulie.
- 30 août : Amédée III de Savoie, 7e comte en Maurienne, également seigneur du Bugey, d'Aoste et du Chablais, marquis de Suse et d'Italie (comte de Turin), il est le premier à porter le titre de comte de Savoie.
- 6 septembre : Alvise, évêque d'Arras.
- 8 septembre : Guillaume de Saint-Thierry, moine, théologien, et mystique cistercien.
- 17 septembre : Conan III de Bretagne, comte de Rennes et duc de Bretagne.
- 2 novembre : Malachie d'Armagh, ou Malachie O'Mongoir ou Máel Máedóc Ua Morgair, archevêque d'Armagh, légat apostolique pour l'Irlande, à qui on attribue la prophétie des papes.

- Abu Bakr Ibn al-Arabi, jurisconsulte en Andalousie (grand cadi de Séville), appliquant la jurisprudence malikite et la théologie ash'arite.
- Albéric d'Ostie, moine bénédictin, cardinal-évêque d'Ostie.
- Alexandre de Lincoln, évêque de Lincoln.
- Alphonse Jourdain, comte de Toulouse, de Rouergue, d'Albi, de l'Agenais et du Quercy, marquis de Gothie, de Provence et duc de Narbonne.
- Ari Þorgilsson, prêtre, chef et historien islandais.
- Bernard, évêque de St David's.
- Edwige de Gudensberg,  noble allemande.
- Elinard de Bures, noble croisé du royaume de Jérusalem.
- Geoffroy II de Penthièvre, comte de Penthièvre.
- Ottar Ottarsson, roi de Dublin.
- Payen le Bouteiller, croisé du royaume de Jérusalem.
- Roger III de Foix, comte de Foix.
- Ulger, poète, théoricien et hagiographe français, évêque d'Angers.
- Ulvhild Håkansdotter, reine de Suède et de Danemark.
- Uthred, évêque de Llandaff.

## Crédit d'auteurs
- Cet article est partiellement ou en totalité issu de l'article intitulé « 1148 » (voir la liste des auteurs).